# Miletographa drumila
Miletographa drumila är en fjärilsart som beskrevs av Moore 1865. Miletographa drumila ingår i släktet Miletographa och familjen juvelvingar. Inga underarter finns listade i Catalogue of Life.